# Ekonomiåret 1895

## Händelser
- London School of Economics grundas.[1]

## Bildade företag
- Cederroth
- Lavazza
- Mählers
- Reebok
- Swarovski

## Födda
- 17 juni – Ruben Rausing, svensk företagare, grundare av Tetra Pak.[2]
- 21 juni – John Wesley Snyder, amerikansk affärsman och politiker, USA:s finansminister 1946–1953.

## Avlidna
- 24 januari – Randolph Churchill, brittisk konservativ politiker, Storbritanniens finansminister 1886.
- 30 januari – Hermann Gruson, tysk industrialist.
- 24 maj – Hugh McCulloch, amerikansk republikansk politiker, USA:s finansminister 1865–1869 och 1884–1885.
- 5 augusti – Friedrich Engels, tysk socialistisk ekonomikritiker.
- 8 september – Adam Opel, tysk grundare av bilföretaget Opel.
- 14 oktober – Otto Engelke, svensk industriman.

### Fotnoter
1. ↑  ”The London School of Economics and Political Science” (på engelska). Londons universitet. Arkiverad från originalet den 15 mars 2015. https://web.archive.org/web/20150315004736/http://www.london.ac.uk/2389.html. Läst 27 februari 2015.
2. ↑  ”A Ruben Rausing”. Riksarkivet. http://sok.riksarkivet.se/sbl/Presentation.aspx?id=7565. Läst 27 februari 2015.